# Csaplárova past
Csaplárova past je pojem označující situaci ve fotbale, kdy po poločase jedno mužstvo vede 2:0, kvůli čemuž nabude dojmu, že má zápas pod kontrolou. Ztratí koncentraci a umožní soupeři zápas vyrovnat nebo otočit. Označení pochází od trenéra Josefa Csaplára.
Samotný jev zpopularizoval v roce 2016 bývalý anglický fotbalový reprezentant a televizní expert Gary Lineker na svém účtu na sociální síti Twitter v reakci na zápas Premier League mezi kluby AFC Bournemouth a Liverpool FC, kdy druhý jmenovaný klub ztratil poločasové vedení 2:0 a nakonec v zápase podlehl 3:4.
Ve skutečnosti však taková situace příliš často nenastává: V české nejvyšší fotbalové soutěži za 26,5 odehraných sezón (celkem 6410 utkání) došlo k vyrovnání nebo otočení po poločasovém stavu 2:0 (a takový stav skóre po první půlce byl u 733 zápasů) v 55 utkáních, tzn. v průměru zhruba dvakrát za sezónu, přímo k otočení výsledku pak jen desetkrát, tzn. přibližně jednou za 2,5 roku. Csaplárova past tedy – kdy poločasový výsledek tomuto jevu nahrává – nakonec sklapne přibližně v každém třináctém utkání.
Učebnicový příklad zahrála Francie ve finále MS 2022. Ani to však nestačilo na vítězství.
V sezoně 2023/24 Fortuna:ligy nastal tento jev dvakrát. V druhém kole (30. 7. 2023) v zápase Mladé Boleslavi a Liberce, kdy hosté po poločase vedli, ale hráči Mladé Boleslavi ke konci srovnali zápas na konečných 2:2 i přesto, že od 36. minuty hráli v oslabení. Na konci sezony ve skupině o udržení se stal tento obrat 12. 5. 2024 v zápase Karviné a Zlína. Karviná vedla po poločase 2:0, hosté ze Zlína vyrovnali až v nastavení. Zlín pak nakonec sestoupil do 2. ligy.
Několikrát se v historii také stalo, že tým přišel o vedení 3:0 po poločase, to se ale neoznačuje jako "past". Nejznámější takový případ je finále Ligy mistrů 2005, kde AC Milán vedl 3:0 ve 44. minutě, ale Liverpool srovnal na 3:3. Zápas rozhodl až penaltový rozstřel, který Liverpool vyhrál 3:2. Další podobný případ je z 19. 2. 2022, kdy ve slovenské Fortuna lize (dnes Niké liga) hráli Pohronie a Slovan Bratislava. Pohronie vedlo 3:0 ve 41. minutě, avšak 2 góly byly z penalt. V druhém poločase hráči Slovanu otočili na konečných 3:4.